# Moreno Suprapto
Moreno Suprapto of Moreno Soeprapto (Jakarta, 14 november 1982) is een Indonesisch autocoureur en de jongere broer van Ananda Mikola.

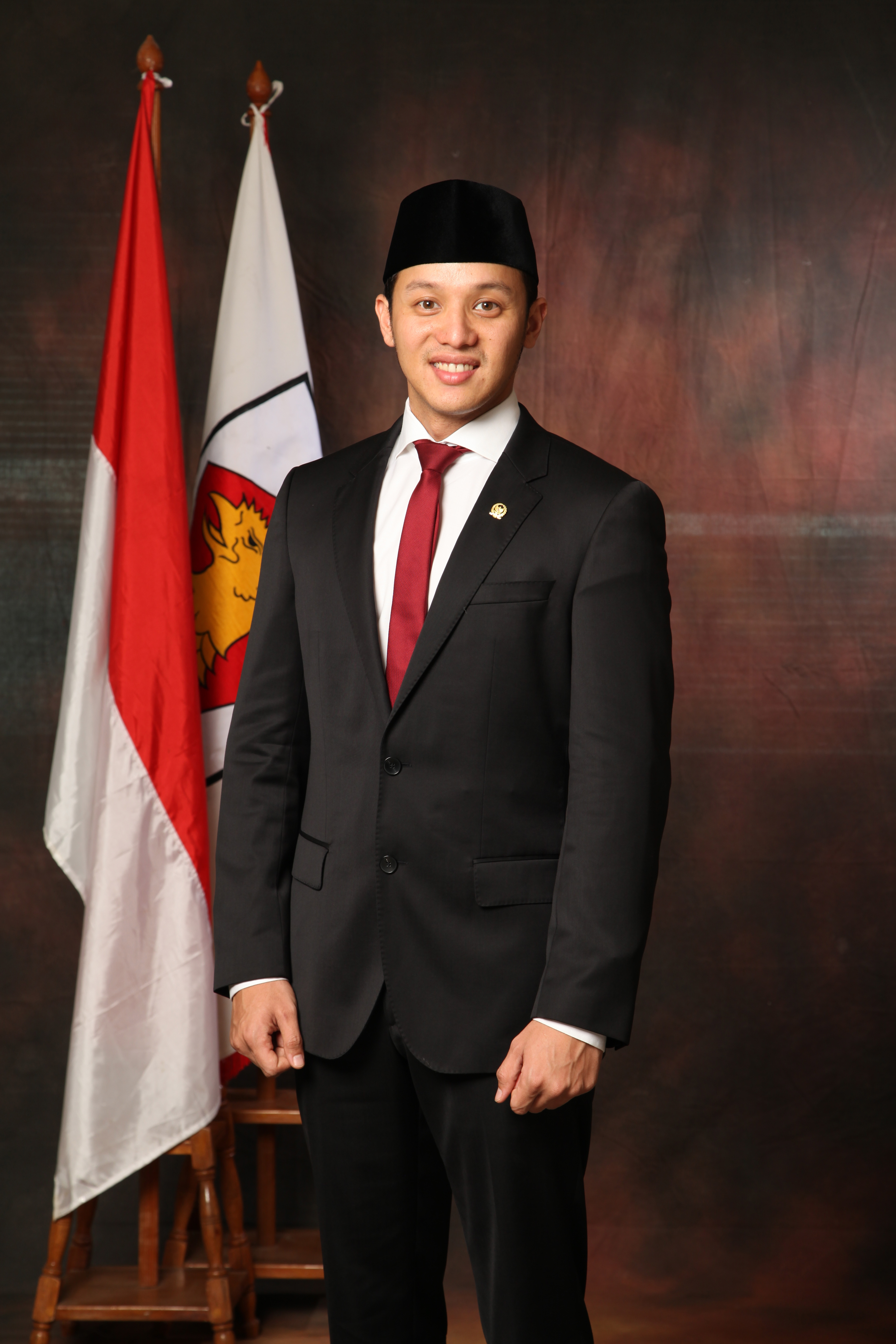
Moreno Soeprapto

## Carrière
- 1996 t/m 1999: Formule Cadet.
- 2000: Formule Junior 1600 (3e in kampioenschap).
- 2001: Formule Junior KTM.
- 2002: Junior Rotax Max UK (kampioen).
- 2002: Gold Cup (kampioen).
- 2003: Formule Renault UK Winter Series.
- 2003: ZIP Formula.
- 2003: Jordan Cup (2e in kampioenschap).
- 2003: Junior Rotax Max UK Winter Series (kampioen).
- 2004: Formule BMW Azië.
- 2005: Aziatische Formule 3-kampioenschap promotieklasse (kampioen).
- 2006: Aziatische Formule 3-kampioenschap.
- 2006: A1GP, team A1 Team Indonesië (2 races).

## A1GP resultaten
| Jaar    | Inschrijving      | 1       | 2       | 3       | 4       | 5       | 6       | 7       | 8       | 9       | 10      | 11      | 12      | 13      | 14      | 15      | 16      | 17      | 18      | 19      | 20      | 21         | 22         | Rang | Punten |
| ------- | ----------------- | ------- | ------- | ------- | ------- | ------- | ------- | ------- | ------- | ------- | ------- | ------- | ------- | ------- | ------- | ------- | ------- | ------- | ------- | ------- | ------- | ---------- | ---------- | ---- | ------ |
| 2006-07 | A1 Team Indonesië | NED SPR | NED FEA | CZE SPR | CZE FEA | BEI SPR | BEI FEA | MAL SPR | MAL FEA | IND SPR | IND FEA | NZL SPR | NZL FEA | AUS SPR | AUS FEA | RSA SPR | RSA FEA | MEX SPR | MEX FEA | SHA SPR | SHA FEA | GBR SPR 17 | GBR FEA 16 | 21   | 1      |